# Benisuera
Benisuera (en valenciano y oficialmente Benissuera) es un municipio de la Comunidad Valenciana, España. Perteneciente a la provincia de Valencia, en la comarca del Valle de Albaida. Cuenta con una población de 185 habitantes (INE 2024).

## Geografía
Situado en el centro del valle de Albaida. La superficie del término es ligeramente ondulada. El río Albaida, que recibe al riachuelo de Torralba, limita el término por el sur y el este. El pueblo está en la margen izquierda del río Albaida.
El clima es mediterráneo continental; los vientos dominantes son de poniente y el levante; este último provoca las lluvias de otoño a primavera.
Desde Valencia, se accede a esta localidad a través de la A-7 para enlazar con la N-340 y finalizar en la CV-613.

## Historia
Lugar de origen musulmán. En el siglo XV era propiedad de la familia Bellvís y el señorío dependía de Bélgida. Posteriormente perteneció a los condes de Casal. Como tantos lugares valencianos la expulsión de los moriscos, en 1609, afectó gravemente su demografía, la cual se recuperó en el siglo XVIII para volver a bajar el siglo pasado a causa de la emigración, especialmente hacia Alfarrasí.

## Demografía
Benisuera cuenta con una población de 185 habitantes (INE 2024).
| Gráfica de evolución demográfica de Benisuera entre 1842 y 2021                                                     |
| |
| Población de derecho según los censos de población del INE Población de hecho según los censos de población del INE |

## Economía
En secano se cultiva uva, cereales y aceitunas. En el regadío se cultivan cereales, cebollas y frutales. Se riega con aguas del río Albaida, cuyos caudales resultan insuficientes.

## Administración y política
| Periodo   | Nombre                        | Partido   |
| --------- | ----------------------------- | --------- |
| 1979-1983 | Alfonso Úbeda Úbeda           | PSPV-PSOE |
| 1983-1987 | Alfonso Úbeda Úbeda           | PSPV-PSOE |
| 1987-1991 | Rafael Úbeda Tormo            | PSPV-PSOE |
| 1991-1995 | Rafael Úbeda Tormo            | PSPV-PSOE |
| 1995-1999 | Rafael Úbeda Tormo            | PSPV-PSOE |
| 1999-2003 | María de los Lirios Pla Benet | PP        |
| 2003-2007 | María de los Lirios Pla Benet | PP        |
| 2007-2011 | Antonio Vicente Pla Benet     | PSPV-PSOE |
| 2011-2015 | Antonio Vicente Pla Benet     | PSPV-PSOE |
| 2015-2019 | Antoni Soler Vila             | PSPV-PSOE |
| 2019-2023 | Catia Daniela Lopes Costa     | PSPV-PSOE |
| 2023-act. | Yolanda Úbeda Palau           | PP        |

## Patrimonio
- Iglesia parroquial. Está dedicada a San José; fue construida a mediados del siglo XVIII.
- Castillo Palacio de los Bellvís

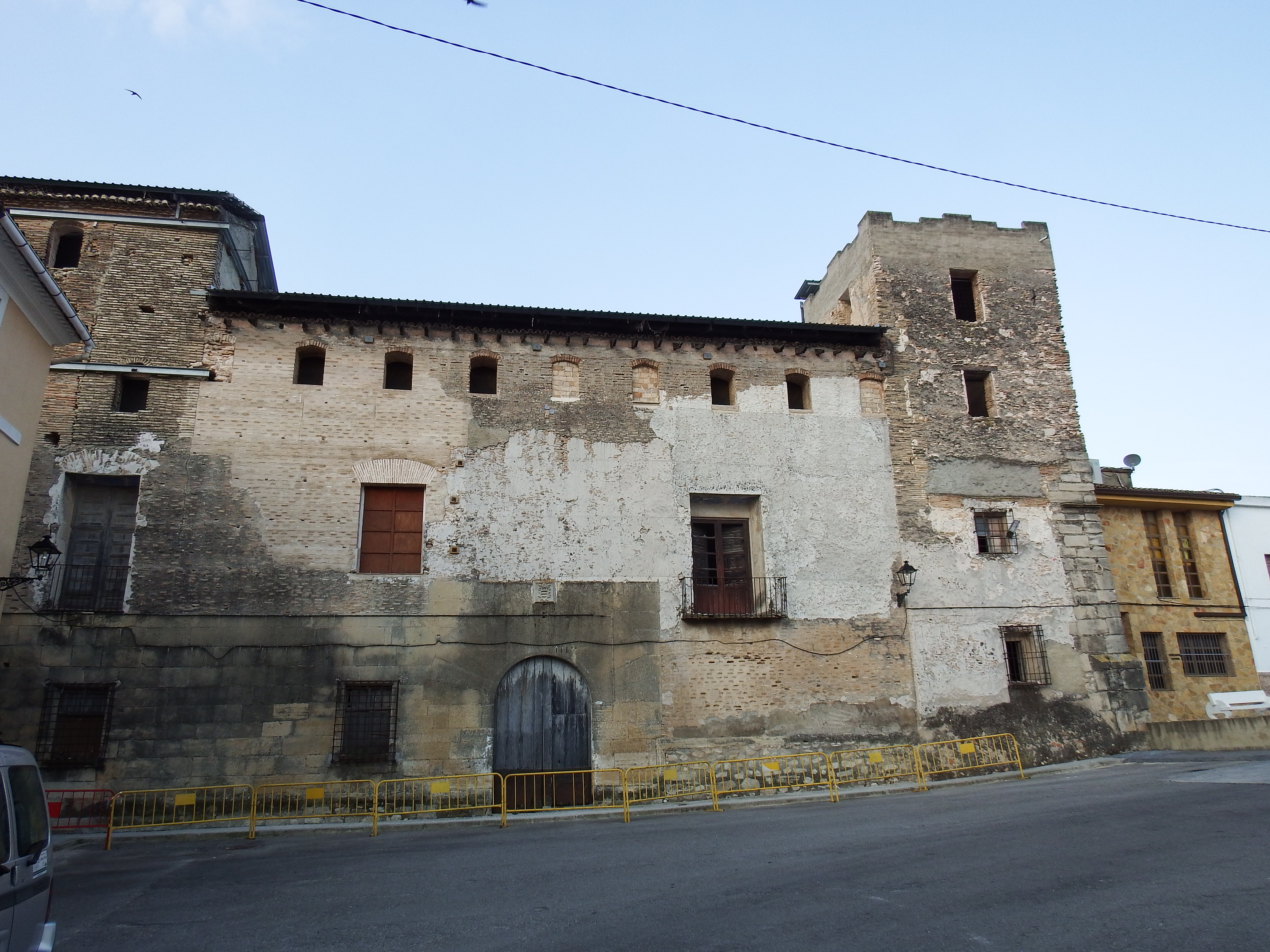
Palacio de los Bellvís
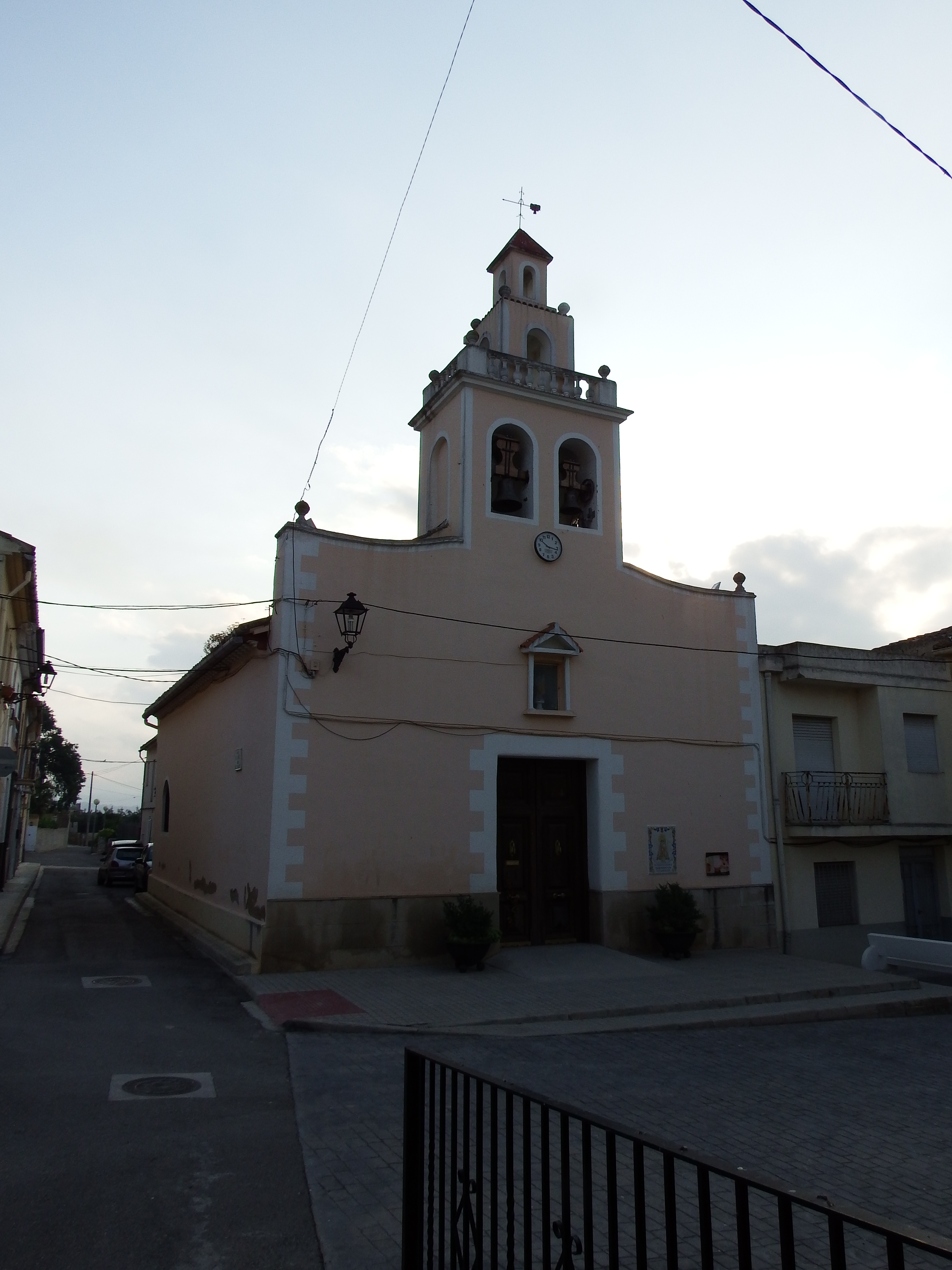
Iglesia de San José

## Fiestas locales
- Fiestas patronales en septiembre.
- Celebra fiestas el 17 de enero a San Antonio Abad. En 2020 se otorga el título honorífico de fiestas de interés turístico local de la Comunitat Valenciana a <<Festa de Sant Antoni Abat de Benissuera>>.